# Omar Caetano
Omar Caetano Otero (Montevideo, 1938. november 8. – Montevideo, 2008. július 2.) uruguayi válogatott labdarúgó. 

## Pályafutása

### A válogatottban
1965 és 1969 között 29 alkalommal szerepelt az uruguayi válogatottban. Részt vett az 1966-os és az 1970-es világbajnokságon, illetve az 1967-es Dél-amerikai bajnokságon.

## Sikerei, díjai
Peñarol
- Uruguayi bajnok (2): 1961, 1962, 1964, 1965, 1967, 1968, 1973, 1974, 1975
- Copa Libertadores (2): 1961, 1966
- Interkontinentális kupagyőztes (2): 1961, 1966
- Interkontinentális bajnokok szuperkupája (1): 1969

Uruguay
- Dél-amerikai bajnokság bajnok (1): 1967